# Ardmore (Tennessee)
Ardmore és una població dels Estats Units a l'estat de Tennessee. Segons el cens del 2000 tenia 1.082 habitants.

## Demografia
Segons el cens del 2000, Ardmore tenia 1.082 habitants, 427 habitatges, i 306 famílies. La densitat de població era de 92 habitants/km².
Dels 427 habitatges en un 31,1% hi vivien nens de menys de 18 anys, en un 55,7% hi vivien parelles casades, en un 12,9% dones solteres, i en un 28,3% no eren unitats familiars. En el 26,7% dels habitatges hi vivien persones soles el 14,3% de les quals corresponia a persones de 65 anys o més que vivien soles. El nombre mitjà de persones vivint en cada habitatge era de 2,35 i el nombre mitjà de persones que vivien en cada família era de 2,82.
Per edats la població es repartia de la següent manera: un 22,6% tenia menys de 18 anys, un 5,9% entre 18 i 24, un 26,3% entre 25 i 44, un 23,9% de 45 a 60 i un 21,3% 65 anys o més.
L'edat mediana era de 40 anys. Per cada 100 dones de 18 o més anys hi havia 77,2 homes.
La renda mediana per habitatge era de 33.571 $ i la renda mediana per família de 40.329 $. Els homes tenien una renda mediana de 35.486 $ mentre que les dones 25.391 $. La renda per capita de la població era de 18.047 $. Entorn de l'11,5% de les famílies i el 14,5% de la població estaven per davall del llindar de pobresa.

## Poblacions més properes
El següent diagrama mostra les poblacions més properes.